# 5-HT1E receptor
5-HT1E receptor, (5-hidroksitriptaminski (serotoninski) 1E receptor, ) je visoko izraženi humani G-protein spregnuti receptor koji pripada familiji  receptora (Gi-spregnutih serotoninskih receptora). Humani gen se označava sa .

## Funkcija
Funkcija 5-HT1E receptora nije poznata usled nedostatka selektivnih farmakoloških oruđa, specifičnih antitela, i podobnih životinjskih modela. Gen  receptora nema polimorfizama među ljudima (mali je broj mutacija), što je indikacija visokog nivoa evolucione konzervacije njegove genetičke sekvence, iz čega sledi da  receptor ima važnu fiziološku ulogu kod ljudi. Pretpostavlja se da  receptor učestvuje u regulaciji memorije kod ljudi, zbog zbog visoke zastupljenosti ovog receptora u frontalnom korteksu, hipokampusu, i bulbus olfactorius, što su integralni moždani regioni za regulaciju memorije.
Ovaj receptor je jedinstven među serotoninskim receptorima po tome što nije izražen kod glodarskih vrsta. Tim vrstama nedostaje gen koji kodira  receptor. Međutim genomi svinje, rezus majmuna, i nekoliko lagomorfa (što obuhvata morsko prase i zeca) sadrže homologne  gene. Morsko prase je najverovatniji kandidat za buduća ispitivanja funkcije  receptor in vivo. Izražavanje  receptora u mozgu morskog praseta je farmakološki potvrđeno. Obrasci izražavanja  receptora u mozgu ljudi i morskog praseta su slični.

## Selektivni ligandi
Visoko selektivni ligandi  još uvek nisu dostupni.  je jedini dostupni radioligand visokog afinita za  receptor (5 nM).

### Agonisti
- (5-Hidroksi-3-(1-metilpiperidin-4-il)-1H-indol) - mešoviti  agonist

### Antagonisti
Antagonisti nisu poznati.

## Literatura
1. ↑  Leonhardt S., Herrick-Davis K. and Titeler M. (1989) Detection of a novel serotonin receptor subtype (5-HT1E) in human brain: interaction with a GTP-binding protein. Journal of neurochemistry 53, 465-471. (1989). „Detection of a novel serotonin receptor subtype (5-HT1E) in human brain: interaction with a GTP-binding protein.”. Journal of neurochemistry. 53 (2): 465—71. PMID 2664084. doi:10.1111/j.1471-4159.1989.tb07357.x.
2. ↑  McAllister G., Charlesworth A., Snodin C., Beer M. S., Noble A. J., Middlemiss D. N., Iversen L. L. and Whiting P. (1992) Molecular cloning of a serotonin receptor from human brain (5HT1E): a fifth 5HT1-like subtype. Proceedings of the National Academy of Sciences of the United States of America 89, 5517-5521. (1992). „Molecular cloning of a serotonin receptor from human brain (5HT1E): a fifth 5HT1-like subtype.”. Proceedings of the National Academy of Sciences of the United States of America. 89 (12): 5517—21. PMC 49323 . PMID 1608964. doi:10.1073/pnas.89.12.5517.
3. ↑  Levy F. O., Gudermann T., Birnbaumer M., Kaumann A. J. and Birnbaumer L. (1992) Molecular cloning of a human gene (S31) encoding a novel serotonin receptor mediating inhibition of adenylyl cyclase. FEBS Lett 296, 201-206. (1994). „Assignment of the gene encoding the 5-HT1E serotonin receptor (S31) (locus HTR1E) to human chromosome 6q14-q15.”. Genomics. 22 (3): 637—40. PMID 8001977. doi:10.1006/geno.1994.1439.
4. ↑  „Entrez Gene: HTR1E 5-hydroxytryptamine (serotonin) receptor 1E”.
5. 1 2  Klein, M. T., and M. Teitler. "Guinea Pig Hippocampal 5-Htie Receptors: A Tool for Selective Drug Development." J Neurochem 109, no. 1 (2009): 268-74. (2009). „Guinea pig hippocampal 5-HT(1E) receptors: a tool for selective drug development.”. Journal of neurochemistry. 109 (1): 268—74. PMC 2827198 . PMID 19200348. doi:10.1111/j.1471-4159.2009.05958.x.
6. ↑  Shimron-Abarbanell D., Nothen M. M., Erdmann J. and Propping P. (1995) Lack of genetically determined structural variants of the human serotonin-1E (5-HT1E) receptor protein points to its evolutionary conservation. Brain Res Mol Brain Res 29, 387-390. (1995). „Lack of genetically determined structural variants of the human serotonin-1E (5-HT1E) receptor protein points to its evolutionary conservation.”. Brain research. Molecular brain research. 29 (2): 387—90. PMID 7609628. doi:10.1016/0169-328X(95)00003-B.
7. 1 2  Bai F., Yin T., Johnstone E. M., Su C., Varga G., Little S. P. and Nelson D. L. (2004) Molecular cloning and pharmacological characterization of the guinea pig 5-HT1E receptor. European journal of pharmacology 484, 127-139. (2004). „Molecular cloning and pharmacological characterization of the guinea pig 5-HT1E receptor.”. European journal of pharmacology. 484 (2-3): 127—39. PMID 14744596. doi:10.1016/j.ejphar.2003.11.019.

## Dodatna literatura
- Zgombick JM; Schechter LE; Macchi M;  . (1992). „Human gene S31 encodes the pharmacologically defined serotonin 5-hydroxytryptamine1E receptor.”. Mol. Pharmacol. 42 (2): 180—5. PMID 1513320.
- McAllister G; Charlesworth A; Snodin C;  . (1992). „Molecular cloning of a serotonin receptor from human brain (5HT1E): a fifth 5HT1-like subtype.”. Proc. Natl. Acad. Sci. U.S.A. 89 (12): 5517—21. PMC 49323 . PMID 1608964. doi:10.1073/pnas.89.12.5517.
- Levy FO; Gudermann T; Birnbaumer M;  . (1992). „Molecular cloning of a human gene (S31) encoding a novel serotonin receptor mediating inhibition of adenylyl cyclase.”. FEBS Lett. 296 (2): 201—6. PMID 1733778. doi:10.1016/0014-5793(92)80379-U.
- Levy FO; Holtgreve-Grez H; Taskén K;  . (1995). „Assignment of the gene encoding the 5-HT1E serotonin receptor (S31) (locus HTR1E) to human chromosome 6q14-q15.”. Genomics. 22 (3): 637—40. PMID 8001977. doi:10.1006/geno.1994.1439.
- Pierce PA, Xie GX, Meuser T, Peroutka SJ (1997). „5-Hydroxytryptamine receptor subtype messenger RNAs in human dorsal root ganglia: a polymerase chain reaction study.”. Neuroscience. 81 (3): 813—9. PMID 9316030. doi:10.1016/S0306-4522(97)00235-2.

## Spoljašnje veze
- „5-HT1e”. IUPHAR Database of Receptors and Ion Channels. International Union of Basic and Clinical Pharmacology. Архивирано из оригинала 04. 03. 2016. г.